# Rainiharo
Rainiharo (zm. 10 lutego 1852), malgaski polityk i wojskowy, kochanek i faworyt Ranavalony I Okrutnej. Premier Królestwa Madagaskaru w latach 1833–1852
.
Wraz z braćmi – Rainiseheno i Rainijohary – stanął na czele spisku środowisk konserwatywnych, który doprowadził do obalenia premiera Andrianmihai. Po przewrocie został mianowany głównodowodzącym armią, następnie zaś szefem rządu. Dowodził wieloma wyprawami łupieżczo - rabunkowymi skierowanymi przeciwko ludom południowego i wschodniego Madagaskaru.
W polityce zagranicznej był zwolennikiem izolacjonizmu. Jego śmierć otworzyła drogę do europeizacji wyspy.